# Shredder (Teenage Mutant Ninja Turtles)
Shredder, traduzido em português como Destruidor, é a alcunha de Oroku Saki, um personagem fictício e o principal antagonista da banda desenhada Teenage Mutant Ninja Turtles e em toda a media relacionada. Ele é o arqui-inimigo das Tartarugas ao lado de Kraang. Criado por Kevin Eastman e Peter Laird, apareceu pela primeira vez em Teenage Mutant Ninja Turtles #1 (Maio de 1984). A ideia do Destruidor veio a Eastman quando este observou um ralador de queijo e imaginou um vilão que brandisse armas similares nos braços.
Num ou noutro ponto, em todas as suas incarnações nas histórias TMNT, o Shredder é o arqui-inimigo de Splinter e das Tartarugas. Também é conhecido por ser o líder da secção de Nova Iorque do grupo criminoso Foot Clan.

## Versões

### Mirage Comics
Nas histórias em quadrinhos originais, Oroku Nagi, irmão de Oroko Saki (na época com 7 anos), disputava com Hamato Yoshi, o amor de uma mulher chamada Tang Shen, porém Nagi nunca foi correspondido pois Tang Shen amava Hamato Yoshi. Um dia, em um ataque de fúria, Nagi atacou Tang Shen e Yoshi a defendeu, resultando na morte de Oroko Nagi. Envergonhado por ter matado um membro do Clã do Pé, Yoshi foge para os EUA com Shen, levando junto o seu rato de estimação, Splinter. Saki jura vingança e se associa ao Clã do Pé, tornando-se rapidamente o líder da parte americana do Clã. Após uma vida de muitos crimes, ele finalmente chega à Nova Iorque e vinga a morte de seu irmão, assassinando o casal, no entanto Splinter, o rato de estimação de Yoshi, foge para os esgotos, onde tempos depois, sofre uma mutação e adquire uma forma antropomórfica junto com as quatro tartarugas, após isso ele passa anos treinando as tartarugas ninja para um dia vingarem as mortes de Yoshi e Shen. Ao final da primeira edição, as Tartarugas encontram o Destruidor, 15 anos depois, e a pedido de Splinter, o desafiam e o matam.

### Desenho de 1987
Na animação feita pela Murakami-Wolf, o Destruidor foi promovido a arqui-inimigo das Tartarugas e vilão recorrente. Ele demonstrava um grande senso de humor e um comportamento meio que infantil, principalmente quando queria enfrentar as Tartarugas e não podia, contrariando seu jeito sério, sombrio e sanguinário das outras versões.
Saki e Yoshi eram membros do Clã do Pé. Saki incriminou Yoshi, que acabara obrigado a fugir para Nova York. Saki, já como Destruidor, mudou-se para a América, onde aliou-se ao alienígena Krang e substituiu os soldados Foot por robôs. Também tentou matar Yoshi jogando mutagênico no esgoto, mas Yoshi apenas sofreu uma mutação junto com as tartarugas, se tornando o rato Splinter.

### Filmes
O Destruidor parece no filme de 1990 e a continuação Teenage Mutant Ninja Turtles II: The Secret of the Ooze (1991), interpretado por James Saito no primeiro, e François Chau no segundo, em ambos dublado por David McCharen.
No filme original, Oroku Saki era quem disputava o amor de Tang Shen com Hamato Yoshi, por causa disto os dois fugiram para Nova York. Nesta versão Saki também seguiu-os e matou-os e o rato de Yoshi, Splinter, sobrevivera e criara as Tartarugas Ninja para combater o mal. No duelo final, o Destruidor consegue lutar sozinho com as quatro Tartarugas, mas na hora de enfrentar Splinter acaba sendo jogado em um compactador de lixo, eventualmente ativado por Casey Jones.
Na continuação, o Destruidor de alguma maneira sobreviveu, e começa a pesquisar sobre o mutagênico que criou as Tartarugas. Eventualmente sofre uma mutação que o transforma no musculoso Super Destruidor (interpretado pelo lutador  Kevin Nash), mas enquanto tenta vencer as Tartarugas nessa forma, acaba morto esmagado por um cais.
No filme de 2014, o Destruidor é interpretado pelo japonês  Tohoru Masamune. A intenção original era que o empresário do ramo farmacêutico Eric Sacks (cujo nome é anglicismo de Oroku Saki) fosse o Destruidor, mas mais tarde na produção foi decidido que Sacks seria apenas um aluno e filho adotivo de Saki. O Destruidor é líder do Clã do Pé, e sequestra as Tartarugas para que Sacks crie uma cura para um vírus que será usado como arma biológica. Na continuação Teenage Mutant Ninja Turtles: Out of the Shadows (201), o Clã do Pé liberta o Destruidor da prisão, e em parceria com o alienígena Krang, Saki recebe um mutagênico que ele usa para criar os mutantes Bebop e Rocksteady, e junto dos dois busca as peças para reconstruir o Tecnodromo de Krang. Após a restauração, Krang abre um portal para sua Dimensão X e congela o Destruidor, mandando-o para uma coleção de inimigos derrotados.
No filme animado crossover Batman vs. Teenage Mutant Ninja Turtles, de 2019, o Destruidor (dublado por Andrew Kishino) se une a Ra's al Ghul para construir uma máquina para criar mutações na população de Gotham City, fazendo as Tartarugas e o Batman se unirem em combate a ele. Na cena pós-créditos, revela-se um Destuidor desfigurado e rindo loucamente, parecendo o Coringa.
A animação de 2023 Teenage Mutant Ninja Turtles: Mutant Mayhem termina com uma cena anunciando que a TCRI está trazendo o Destruidor para combater as Tartarugas em Nova York.

### Desenho de 2003
No desenho de 2003 da 4Kids, o Destruidor é Ch'rell, um alienígena da raça Utrom. Ch'rell era um criminoso sendo transportado para uma prisão, que sabotou a nave e a fez cair na Terra. Os Utroms confeccionaram corpos robóticos humanos para manterem-se ocultos até que a raça humana tivesse tecnologia que os permitissem voltar; Ch'rell roubou um dos corpos, assumiu a identidade de Oroku Saki e posteriormente o vestiu numa armadura japonesa, virando o Destruidor.

### Desenho de 2012
Na animação iniciada em 2012 pela Nickelodeon,  Saki se tornou rival de Yoshi ao disputarem o amor de Tang Shen, e forçou a ida de Yoshi para a América ao incendiar sua casa para matar sua família. Tang Shen foi morta por acidente, enquanto Miwa, a ainda bebê filha dos Yoshi, foi  criada por Saki como sua filha Karai. Após se tornar líder do Clã do Pé com o codinome Destruidor, se muda para Nova York ao saber que Yoshi, agora transformado em Splinter, está na cidade.

### Desenho de 2018
Em Rise of the Teenage Mutant Ninja Turtles, Oroku Saki viveu 500 anos antes dos dias atuais, sendo líder do pacífico Clã do Pé  antes de ser possuído por uma armadura demoníaca forjada por um Oni que na verdade era o alienígena Krang, se tornando o Destruidor. Se tornando mau e beligerante, acabou confrontado pela filha Karai, que fundaria o Clã Hamato para enfrentá-lo, e Saki foi exilado para outra dimensão ao custo da vida de Karai. Nos dias atuais, o Clã do Pé moderno busca a armadura para reviver o Destruidor.